# The Prophet
The Prophet (ur. 5 listopada 1968 w Amsterdamie w Holandii), właściwie Dov Elkabas – holenderski producent, wydawca i kompozytor muzyki elektronicznej, DJ, główny twórca i propagator Hardstyle'u, prezes wytwórni płytowej Scantraxx Recordz, członek i współpracownik zarządu Q-Dance oraz ID&T.

## Życiorys

### Początki
Dov Elkabas urodzony w Holandii rozpoczął pracę jako DJ w 1983 roku. Jednak nie jest rodowitym Holendrem, w jego żyłach płynie także krew egipska. Od dziecka wykazywał się nadzwyczajną muzykalnością. Pierwszą przygodę z muzyką elektroniczną przeżył w amsterdamskim klubie Het Nijlpaardenhuis. Zafascynowany gramofonami zaczął eksperymentować i puszczać ulubione kawałki. Niedługo stał się posiadaczem swojego wymarzonego sprzętu SL1200 MK2s. Jednocześnie zaczął pracować w tym klubie jako DJ, przez 2 lata, aż do zamknięcia. Kolejnym miejscem muzycznych inspiracji był klub o nazwie Akhnaton. Tam też zaprzyjaźnił się z członkami legendarnej grupy Osdorp Posse. Pod jej kierunkiem trafi na rozwijający się wtedy House.

### Rozwój
The Prophet swój pierwszy kontakt z muzyką House miał w roku 1988. Zagrał wtedy niespodziewanie na imprezie zatytułowanej "Let the Prophet Rise" w Amsterdamie. Po tym wydarzeniu młody artysta zaczął współpracować z kolegą o pseudonimie Mad Doc. Tworzyli na prostych samplerach i syntezatorach. Właśnie wtedy Dov wyrobił sobie swój specyficzny styl. Po kilku występach Prophet dostał oferty od takich organizacji promujących młode talenty jak Multigroove czy ISP. W 1991 roku założył zespół DJ-ski nazwany "The Dreamteam" w którego skład wchodził, oprócz Propheta, DJ Dano, Buzz Fuzz i Gizmo. Przełomem okazała się decyzja agencji holenderskiej ID&T o roztoczeniu pieczy nad zespołem i dania mu szans w występie na nowo powstałym evencie pt. Thunderdome na którym grano wyłącznie Gabber. Prophet poświęcił czas nowo powstałemu gatunkowi muzyki elektronicznej jakim jest Hardcore, co okazało się strzałem w dziesiątkę. Dzięki swym występom stał się popularny w całym kraju. Kultowy status tajemniczego Holendra utrzymuje się do dziś. Prophet jednak nie spoczął na laurach.

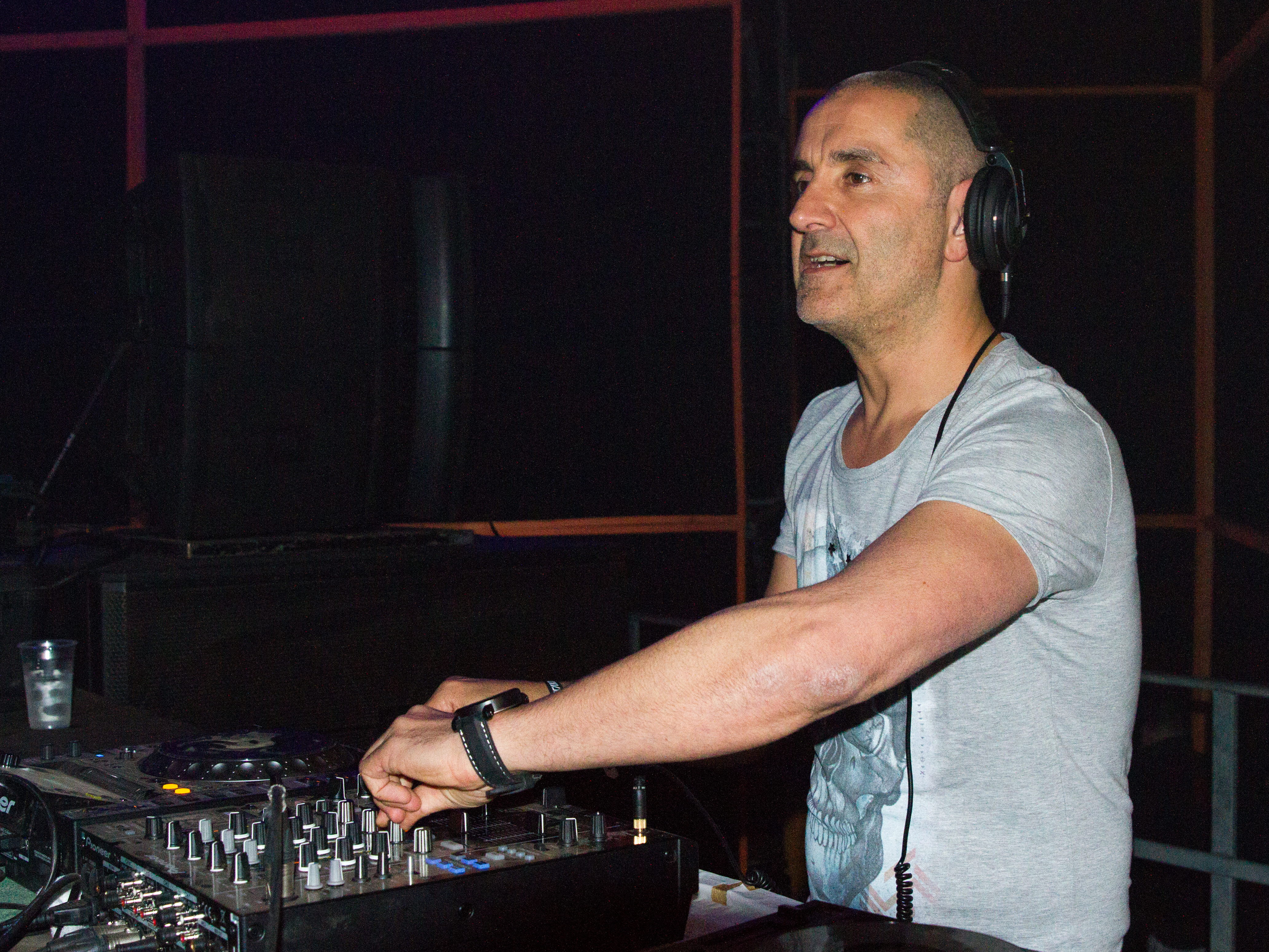
The Prophet, 2015

### Szczyt
Przez lata podróży w muzycznych kręgach sprawdził się także w Hip-Hopie, Techno a nawet Progressive. Zafascynowany remiksem hardtrancowego producenta Scot Project utworu pt."Hennes and Cold - The Second Trip" spróbował nowych brzmień. Zaczął łączyć Hardcore i House, przekierował metrum, zwolnił i pogłębił bas. W wyniku tego powstał nowy odrębny nurt elektronicznej muzyki tanecznej zwany Hardstyle, który z czasem zaczął się intensywnie rozwijać. Prophet postanowił rozwinąć i wypromować Hardstyle. Założenie przez niego wytwórni Scantraxx Recordz przyspieszyło ten proces. Sam nadając odpowiedni tor, wyszukiwał i namawiał młodych twórców. Z jego ręki wyszło najwięcej przyszłych gwiazd Hardstyle'u. Swą osobą zaszczycał pierwsze edycje Qlimax'u, gdzie przedstawiał swe najlepsze produkcje. Sam nagrał kluczowe utwory dla tego nurtu. Jest także jednym z najważniejszych osób w świecie muzyki elektronicznej. W wielu aspektach to on pociąga za sznurki i ma najwięcej do powiedzenia. 
Z biegiem czasu usunął się w cień, dając szanse nowemu, młodemu pokoleniu jednak działalność jego trwa nadal.
Występował na takich imprezach jak: Thunderdome, Masters Of Hardcore, Hellraiser, Megarave, Earthquake, Trip 2 Dreamland, Dance 2 Eden, Mysteryland, Back 2 School, Qlimax, DefQon 1, Decibel, Innercity.
Tworzył także pod pseudonimami: Avantguarde, Better World, Collage, Commotion, Cookiemunsta, DJ Dov, Dopeman, Housesuckers, The Marquiz De Sade, Nina Feranzano, Oral Maniac, Pineapple Jack, Prophet's Project, The Prophet, The Rokk Wild, Rose, The Shimatsu Miru.

## Albumy
| Nazwa albumu                              | Rok  | Label                     | Info                                               |
| ----------------------------------------- | ---- | ------------------------- | -------------------------------------------------- |
| In The Mix                                | 1996 | ID&T                      | mix-cd                                             |
| Best Of The Prophet                       | 1997 | ID&T                      |                                                    |
| Go Get Ill                                | 2000 | Masters Of Hardcore       | 10' wydane pod pseudonimem Buzz Fuzz & The Prophet |
| Kick Azz                                  | 2002 | Masters Of Hardcore       | Pod pseudonimem The Masochist                      |
| Scantraxx presentz: HardheadZ             | 2002 | Scantraxx / Digidance     | mix-cd featuring DJ Pavo                           |
| Qlimax 5                                  | 2003 | Q-Dance                   | mix-cd                                             |
| Bounzz 2004 - The 2nd Edition             | 2004 | BMG                       | mix-cd z DJ Dano                                   |
| History Of Hardcore 4 - Dreamteam Edition | 2004 | Sony                      | mix-cd + dvd                                       |
| Scantraxx Volume 2                        | 2004 | Sony / Scantraxx          | mix-cd dubbel                                      |
| 3xhard3r                                  | 2005 | Digidance                 | mix-cd z DJ Ruthless and Korsakoff                 |
| Hard - 80 Minutes Hard In The Mix         | 2006 | Cloud 9 Music / Scantraxx | mix-cd hardstyle / hardcore                        |
| The Prophet Hard2                         | 2006 | Cloud 9 Music / Scantraxx | mix-cd electro-house / hardstyle / hardcore        |
| The Prophet Hard3                         | 2008 | Cloud 9 Music / Scantraxx | mix-cd jumpstyle / hardstyle / hardcore            |
| Houseqlassics Ten Years                   | 2009 | Q-Dance                   | mix-cd house/ hardcore                             |